# Ogema (condado de Price, Wisconsin)
Ogema es un lugar designado por el censo ubicado en el condado de Price en el estado estadounidense de Wisconsin. En el Censo de 2010 tenía una población de 186 habitantes y una densidad poblacional de 23,44 personas por km².

## Geografía
Ogema se encuentra ubicado en las coordenadas 45°27′24″N 90°17′33″O / 45.45667, -90.29250. Según la Oficina del Censo de los Estados Unidos, Ogema tiene una superficie total de 7.94 km², de la cual 7.87 km² corresponden a tierra firme y (0.82%) 0.06 km² es agua.

## Demografía
Según el censo de 2010, había 186 personas residiendo en Ogema. La densidad de población era de 23,44 hab./km². De los 186 habitantes, Ogema estaba compuesto por el 97.85% blancos, el 1.08% eran afroamericanos, el 0% eran amerindios, el 0% eran asiáticos, el 0% eran isleños del Pacífico, el 0% eran de otras razas y el 1.08% pertenecían a dos o más razas. Del total de la población el 3.76% eran hispanos o latinos de cualquier raza.